# Roman Rees
Roman Rees (Friburgo, 1 de marzo de 1993) es un deportista alemán que compite en biatlón.
Ganó una medalla de plata en el Campeonato Mundial de Biatlón de 2019 y una medalla de plata en el Campeonato Europeo de Biatlón de 2025. Participó en los Juegos Olímpicos de Pekín 2022, ocupando el sexto lugar en la prueba de persecución.

## Palmarés internacional
| Campeonato Mundial | Campeonato Mundial | Campeonato Mundial | Campeonato Mundial |
| Año                | Lugar              | Medalla            | Prueba             |
| ------------------ | ------------------ | ------------------ | ------------------ |
| 2019               | Östersund (Suecia) | Medalla de plata   | Relevo             |
| Campeonato Europeo |                    |                    |                    |
| Año                | Lugar              | Medalla            | Prueba             |
| 2025               | Martello (Italia)  | Medalla de plata   | Relevo             |